# Греция на летних Олимпийских играх 2004
Греция принимала участие в домашних летних Олимпийских играх 2004 года в Афинах в 25-й раз за свою историю и завоевала 16 медалей: 6 золотых, 6 серебряных и 4 бронзовые. Сборную страны представлял 441 спортсмен (223 мужчины и 218 женщин). Это наибольшее число спортсменов Греции, участвовавших в Олимпийских играх (в первых Олимпийских играх в 1896 году в Афинах участвовало 176 греков).
Знаменосцем сборной Греции был прославленный тяжелоатлет, трёхкратный олимпийский чемпион Пиррос Димас.

## 01!Золото
- Лёгкая атлетика, женщины, 400 метров с/б — Фани Халкия.
- Лёгкая атлетика, женщины, 20 км, ходьба — Атанасия Цумелека.
- Гимнастика, мужчины, кольца — Демосфен Тампакос.
- Прыжки в воду, мужчины — Томас Бимис и Николаос Сиранидис.
- Парусный спорт, женщины — София Бекатору и Эмилия Цулфа.
- Дзюдо, мужчины — Илиас Илиадис.

## 02!Серебро
- Лёгкая атлетика, женщины, метание диска — Анастасия Келесиду.
- Лёгкая атлетика, женщины, тройной прыжок — Хрисопии Девеци.
- Парусный спорт, мужчины, мистраль — Николаос Какламанакис.
- Тхэквондо, мужчины — Александрос Николаидис.
- Тхэквондо, женщины — Елизавет Мистакиду.
- Водное поло, женщины.

## 03!Бронза
- Лёгкая атлетика, женщины, метание копья — Мирела Маньяни.
- Академическая гребля, мужчины, двойки — Василеос Полимерос и Николаос Скиатитис.
- Тяжёлая атлетика, мужчины, до 85 кг — Пиррос Димас.
- Греко-римская борьба, мужчины, до 55 кг — Артём Кюрегян.

## Состав и результаты олимпийской сборной Греции

### Бадминтон
Спортсменов — 2
Мужчины
| Спортсмены                     | Соревнование  | 1/16 финала                                 | 1/8 финала            | Четвертьфинал         | Полуфинал             | Финал Матч за 3-е место | Место |
| Спортсмены                     | Соревнование  | Соперник Счёт                               | Соперник Счёт         | Соперник Счёт         | Соперник Счёт         | Соперник Счёт           | Место |
| ------------------------------ | ------------- | ------------------------------------------- | --------------------- | --------------------- | --------------------- | ----------------------- | ----- |
| Георгиос Патис Теодорос Велкос | Парный разряд | Чан Чонг Цзоу Цзюньин (MAS) Пор. 1-15, 4-15 | Завершили выступление | Завершили выступление | Завершили выступление | Завершили выступление   | 17    |

### Лёгкая атлетика
Спортсменов — 2
Мужчины
| Дисциплина | Спортсмен         | Предварительный раунд | Предварительный раунд | Четвертьфиналы | Четвертьфиналы | Полуфиналы | Полуфиналы | Финал     | Финал     |
| Дисциплина | Спортсмен         | Результат             | Место                 | Результат      | Место          | Результат  | Место      | Результат | Место     |
| ---------- | ----------------- | --------------------- | --------------------- | -------------- | -------------- | ---------- | ---------- | --------- | --------- |
| 200 м      | Панагиотис Саррис | 20,67                 | 19                    | 20,92          | 26             | Не прошел  | Не прошел  | Не прошел | Не прошел |
| 200 м      | Анастасиос Гусис  | 20,44                 | 5                     | 20,46          | 12             | 20,68      | 11         | Не прошел | Не прошел |

### Плавание
Спортсменов — 9
В следующий раунд на каждой дистанции проходили лучшие спортсмены по времени, независимо от места занятого в своём заплыве.
Мужчины
| Спортсмен          | Соревнование        | Предварительные заплывы | Предварительные заплывы | Полуфиналы | Полуфиналы | Финал     | Финал     |
| Спортсмен          | Соревнование        | Результат               | Место                   | Результат  | Место      | Результат | Место     |
| ------------------ | ------------------- | ----------------------- | ----------------------- | ---------- | ---------- | --------- | --------- |
| Спирос Яннотис     | 400 м вольный стиль | 3:48,77                 | 7                       |            |            | 3:48,77   | 7         |
| Димитрос Манганас  | 400 м вольный стиль | 3:54,78                 | 24                      |            |            | Не прошёл | Не прошёл |
| Иоаннис Коккодис   | 400 м комплекс      | 4:16,56                 | 5                       |            |            | 4:18,60   | 6         |
| Иоаннис Дримонакос | 400 м комплекс      | 4:16,83                 | 9                       |            |            | Не прошёл | Не прошёл |

Женщины
| Спортсменка                                         | Соревнование          | Предварительные заплывы | Предварительные заплывы | Полуфиналы | Полуфиналы | Финал     | Финал     |
| Спортсменка                                         | Соревнование          | Результат               | Место                   | Результат  | Место      | Результат | Место     |
| --------------------------------------------------- | --------------------- | ----------------------- | ----------------------- | ---------- | ---------- | --------- | --------- |
| Василики Ангелопулу                                 | 400 м комплекс        | 4:44,90                 | 7                       |            |            | 4:50,85   | 8         |
| Нери Ньянгкуара Зои Димощаки Марта Маца Элени Кости | 4×100 м вольный стиль | DSQ                     | DSQ                     |            |            | Не прошли | Не прошли |

*—участвовали только в предварительном заплыве

### Современное пятиборье
Спортсменов — 1
Современное пятиборье включает в себя: стрельбу, плавание, фехтование, верховую езду и бег.
Женщины
| Соревнование      | Спортсмены       | Стрельба  | Стрельба | Стрельба | Фехтование | Фехтование | Фехтование | Плавание  | Плавание | Плавание | Верховая езда | Верховая езда | Верховая езда | Кросс    | Кросс | Кросс | Всего     | Всего |
| Соревнование      | Спортсмены       | Попадания | Очки     | Место    | Уколы      | Очки       | Место      | Результат | Очки     | Место    | Результат     | Очки          | Место         | Время    | Очки  | Место | Результат | Место |
| ----------------- | ---------------- | --------- | -------- | -------- | ---------- | ---------- | ---------- | --------- | -------- | -------- | ------------- | ------------- | ------------- | -------- | ----- | ----- | --------- | ----- |
| личное первенство | Катерина Партитс | 176       | 1048     | 12       | 17         | 860        | 7          | 2:23,32   | 1204     | 16       | 168           | 1032          | 23            | 11:49,11 | 884   | 27    | 5028      | 16    |

### Фехтование
Спортсменов — 1
В индивидуальных соревнованиях спортсмены сражаются три раунда по три минуты, либо до того момента, как один из спортсменов нанесёт 15 уколов. В командных соревнованиях поединок идёт 9 раундов по 3 минуты каждый, либо до 45 уколов. Если по окончании времени в поединке зафиксирован ничейный результат, то назначается дополнительная минута до «золотого» укола.
Мужчины
| Соревнование         | Спортсмены     | 1/32 финала                  | 1/16 финала          | 1/8 финала           | Четвертьфиналы       | Полуфиналы           | Финал матч за 3-е место | Место |
| Соревнование         | Спортсмены     | Соперник Результат           | Соперник Результат   | Соперник Результат   | Соперник Результат   | Соперник Результат   | Соперник Результат      | Место |
| -------------------- | -------------- | ---------------------------- | -------------------- | -------------------- | -------------------- | -------------------- | ----------------------- | ----- |
| Индивидуальная шпага | Гиоргос Абалоф | Ахмед Набиль (EGY) пор. 6:15 | Завершил выступление | Завершил выступление | Завершил выступление | Завершил выступление | Завершил выступление    | 35    |